# Slaven Bilić
Slaven Bilić, född 11 september 1968 i Split, Jugoslavien, är en kroatisk fotbollstränare. 
Han var förbundskapten för Kroatiens landslag från augusti 2006 till och med europamästerskapet i fotboll 2012. Han spelade som högerback i Kroatiens fotbollslandslag och har även studerat till advokat.

## Spelarkarriär
Bilić började sin karriär 1988 i sin moderklubb Hajduk Split. Senare hade han framgångsrika säsonger med Karlsruher SC i Tyskland och West Ham United och Everton i England innan han avslutade sin spelarkarriär 2001. På landslagsnivå var Slaven Bilić en av Kroatiens mest pålitliga försvarare under förbundskaptenen Miroslav Blažević och spelade 44 landskamper mellan 1992 och 1999. Bilić deltog med Kroatien i två slutspel, EM 1996 och VM 1998. Vid VM-slutspelet i Frankrike 1998 tog Kroatien brons och Bilić lagkamrat Davor Suker blev slutspelets skyttekung.

## Tränarkarriär
Slaven Bilić började sin tränarkarriär 2001 i Hajduk Split, då han tränade laget under den andra halvan av säsongen 2001/2002. Mellan 2004 och 2006 tränade han Kroatiens U21-landslag innan han tog över seniorlandslaget efter Zlatko Kranjčar i augusti 2006. Han ledde landslaget till kvartsfinal i EM 2008 och var förbundskapten i ytterligare fyra år. Han lämnade landslagsjobbet 2012 för den ryska klubben Lokomotiv Moskva, och gick sedan till Turkiet för att leda Beşiktaş i två säsonger innan han blev tränare för West Ham i juni 2015.
Den 6 januari 2021 blev Bilić klar som ny huvudtränare i kinesiska Beijing Guoan. I januari 2022 lämnade han klubben. Den 26 september 2022 anställdes Bilić som ny huvudtränare i Watford. Den 7 mars 2023 blev han avskedad av Watford.